# Финляндия на летних Олимпийских играх 2016
Финляндия на летних Олимпийских играх 2016 года была представлена 54 спортсменами в 16 видах спорта. На церемонии открытия Игр право нести национальный флаг было доверено серебряному призёру летних Олимпийских игр 2012 года яхтсменке Туули Петяя-Сирен, а на церемонии закрытия легкоатлету Антти Руусканену, который стал 6-м в метании копья. Обладательницей единственной олимпийской награды стала боксёрша Мира Потконен, завоевавшая бронзу в категории до 60 кг. Эта наград позволила сборной Финляндии занять 78-е место в неофициальном медальном зачёте. Впервые в истории выступлений на летних Олимпийских играх финские спортсмены завоевали всего одну медаль. Ранее, самым худшим результатом для сборной Финляндии являлся показатель 2004 года, когда на счету финских спортсменов было всего 2 серебряных медали.

## Медали
Олимпиада в Рио-де-Жанейро стала самой неудачной в истории финского спорта. Единственную, бронзовую медаль стране принесла боксер Мира Потконен.
| Бронза |               |                          |            |
| №      | Спортсмены    | Вид спорта (дисциплина)  | Дата       |
| 1      | Мира Потконен | Бокс (до 60 кг, женщины) | 17 августа |

## Трансляция
Телевизионную трансляцию практически всех соревнований, включая церемонию открытия и закрытия в прямом эфире, осуществлял канал Yle TV2, а основные соревнования транслировались шведоязычными телеканалами Yle Fem и радиоканалом Yle Vega и на финском языке Yle Puhe. С 3 по 24 августа все телевизионные выпуски новостей и утренней программы Yle Aamu-tv, а также посвящённые олимпиаде спортивные программы доступны для просмотра на портале Yle Areena только в Финляндии, что обусловлено авторским правом. Ограничение не распространяется на радиопрограммы.

## Состав сборной
Бадминтон
1. Нанна Вайнио

 Бокс
1. Мира Потконен

 Борьба
Вольная борьба
1. Петра Олли

Греко-римская борьба
1. Рами Хиетаниеми
2. Теро Вялимяки

Велоспорт
 Шоссейный велоспорт
1. Лотта Лепистё

 Гольф
1. Микко Илонен
2. Роопе Какко
3. Урсула Викстрём
4. Ноора Тамминен

 Дзюдо
1. Юхо Рейнвалл

 Конный спорт
1. Элмо Янкари

 Лёгкая атлетика
1. Яркко Киннунен
2. Ари Маннио
3. Оскари Мёрё
4. Алекси Ояла
5. Вели-Матти Партанен
6. Теро Питкямяки
7. Антти Руусканен
8. Давид Сёдерберг
9. Вилма Мурто
10. Кристийна Мякеля
11. Нооралотта Незири
12. Минна Никканен
13. Линда Сандблум
14. Санни Утриайнен
15. Анне-Мари Хюрюляйнен
16. Сандра Эрикссон

 Настольный теннис
1. Бенедек Олах

 Парусный спорт
1. Йоонас Линдгрен
2. Никлас Линдгрен
3. Тапио Ниркко
4. Каарле Таппер
5. Туули Петяя
6. Ноора Рускола
7. Камилла Седеркрёйц
8. Туула Тенканен

 Плавание
1. Матиас Коски
2. Ари-Пекка Лиукконен
3. Матти Маттссон
4. Мимоса Йаллов
5. Танья Кюллияйнен
6. Йенна Лаукканен
7. Эмилиа Пиккарайнен
8. Ханна-Мария Сеппяля

 Спортивная гимнастика
1. Оскар Кирмес

 Стрельба
1. Веса Тёрнроос
2. Сату Мякеля-Нуммела

 Стрельба из лука
1. Самули Пийппо
2. Тару Куоппа

 Тхэквондо
1. Суви Микконен

 Тяжёлая атлетика
1. Милко Токола
2. Анни Вуохийоки

 Художественная гимнастика
1. Екатерина Волкова

## Результаты соревнований

### Бадминтон
Одиночный разряд
| Соревнование | Спортсмены   | Групповой этап             | Групповой этап                   | Групповой этап | 1/8 финала            | 1/4 финала            | 1/2 финала            | Финал                 | Итоговое место        |
| Соревнование | Спортсмены   | 1 матч                     | 2 матч                           | Место          | 1/8 финала            | 1/4 финала            | 1/2 финала            | Финал                 | Итоговое место        |
| ------------ | ------------ | -------------------------- | -------------------------------- | -------------- | --------------------- | --------------------- | --------------------- | --------------------- | --------------------- |
| женщины      | Нанна Вайнио | Группа                     | Группа                           | Группа         | Завершила выступление | Завершила выступление | Завершила выступление | Завершила выступление | Завершила выступление |
| женщины      | Нанна Вайнио | К. Марин (ESP) П 6:21 4:21 | Л. Кьярсфельдт (DEN) П 9:21 8:21 | 3              | Завершила выступление | Завершила выступление | Завершила выступление | Завершила выступление | Завершила выступление |

### Бокс
Квоты, завоёванные спортсменами являются именными. Если от одной страны путёвки на Игры завоюют два и более спортсмена, то право выбора боксёра предоставляется национальному Олимпийскому комитету. Соревнования по боксу проходят по системе плей-офф. Оба спортсмена, проигравшие в полуфинальных поединках, становятся обладателями бронзовых наград.
Финляндия в Рио-де-Жанейро имела единственную квоту, которую завоевала Мира Потконен, став третьей на чемпионате мира. Победив на Олимпиаде в первом раунде бразильскую спортсменку, в четвертьфинале Потконен одержала победу над действующей олимпийской чемпионкой из Ирландии Кэти Тейлор. В полуфинале Потконен проиграла китаянке Инь Цзюньхуа. Медаль Потконен стала первой в истории олимпийской медалью для женского бокса в Финляндии.
Женщины
| Категория | Спортсмены    | Первый раунд          | Четвертьфинал         | Полуфинал                | Финал                 | Место |
| Категория | Спортсмены    | Соперник Результат    | Соперник Результат    | Соперник Результат       | Соперник Результат    | Место |
| --------- | ------------- | --------------------- | --------------------- | ------------------------ | --------------------- | ----- |
| до 60 кг  | Мира Потконен | А. Араужо (BRA) В 2:1 | К. Тейлор (IRL) В 2:1 | Инь Цзюньхуа (CHN) П 0:3 | Завершила выступление | 3     |

### Борьба
В соревнованиях по борьбе, как и на предыдущих трёх Играх, будет разыгрываться 18 комплектов наград. По 6 у мужчин в вольной и греко-римской борьбе и 6 у женщин в вольной борьбе. Турнир пройдёт по олимпийской системе с выбыванием. В утешительный раунд попадают участники, проигравшие в своих поединках будущим финалистам соревнований. Каждый поединок состоит из двух раундов по 3 минуты, победителем становится спортсмен, набравший большее количество технических очков. По окончании схватки, в зависимости от результатов спортсменам начисляются классификационные очки.
Мужчины
Греко-римская борьба
| Категория | Спортсмены      | Первый раунд       | 1/8 финала                 | Четвертьфинал        | Полуфинал            | Финал                | Место |
| Категория | Спортсмены      | Соперник Результат | Соперник Результат         | Соперник Результат   | Соперник Результат   | Соперник Результат   | Место |
| --------- | --------------- | ------------------ | -------------------------- | -------------------- | -------------------- | -------------------- | ----- |
| до 66 кг  | Теро Вялимяки   | Не участвовал      | Ш. Болквадзе (GEO) П 0:3   | Завершил выступление | Завершил выступление | Завершил выступление | 15    |
| до 85 кг  | Рами Хиетаниеми | Не участвовал      | А. Хрустанович (AUT) П 0:3 | Завершил выступление | Завершил выступление | Завершил выступление | 11    |

Женщины
Вольная борьба
| Соревнование | Спортсмены | Первый раунд       | 1/8 финала                 | Четвертьфинал             | Полуфинал             | Финал                 | Место |
| Соревнование | Спортсмены | Соперник Результат | Соперник Результат         | Соперник Результат        | Соперник Результат    | Соперник Результат    | Место |
| ------------ | ---------- | ------------------ | -------------------------- | ------------------------- | --------------------- | --------------------- | ----- |
| до 58 кг     | Петра Олли | Не участвовала     | Aminat Adeniyi (NGR) В 3:1 | А. Тыныбекова (KGZ) П 1:3 | Завершила выступление | Завершила выступление |       |

### Велоспорт

#### Шоссейный велоспорт
Женщины
| Соревнование     | Спортсмены    | Время    | Место | Отставание |
| ---------------- | ------------- | -------- | ----- | ---------- |
| групповая гонка  | Лотта Лепистё | DNF      | DNF   | DNF        |
| раздельная гонка | Лотта Лепистё | 47:06,52 | 17    | +2:40,10   |

### Водные виды спорта

#### Плавание
В следующий раунд на каждой дистанции проходят спортсмены, показавшие лучший результат, независимо от места, занятого в своём заплыве.
Мужчины
| Дистанция                 | Спортсмены          | Предварительный раунд | Предварительный раунд | Предварительный раунд | Полуфинал            | Полуфинал            | Полуфинал            | Финал                | Финал                |
| Дистанция                 | Спортсмены          | Заплыв                | Результат             | Место                 | Заплыв               | Результат            | Место                | Результат            | Место                |
| ------------------------- | ------------------- | --------------------- | --------------------- | --------------------- | -------------------- | -------------------- | -------------------- | -------------------- | -------------------- |
| 50 метров вольным стилем  | Ари-Пекка Лиукконен |                       | 22,25                 | 23                    | завершил выступление | завершил выступление | завершил выступление | завершил выступление | завершил выступление |
| 100 метров вольным стилем | Ари-Пекка Лиукконен | 4                     | 50,14                 | 42                    | завершил выступление | завершил выступление | завершил выступление | завершил выступление | завершил выступление |
| 200 метров вольным стилем | Матиас Коски        | 6                     | 1:47,40               | 21                    | завершил выступление | завершил выступление | завершил выступление | завершил выступление | завершил выступление |
| 400 метров вольным стилем | Матиас Коски        | 3                     | 3:55,57               | 42                    | не проводится        | не проводится        | не проводится        | завершил выступление | завершил выступление |
| 100 метров брассом        | Матти Маттссон      | 2                     | 1:02,45               | 38                    | завершил выступление | завершил выступление | завершил выступление | завершил выступление | завершил выступление |
| 200 метров брассом        | Матти Маттссон      | 4                     | 2:10,49               | 11 Q                  | 2                    | 2:12,99              | 16                   | завершил выступление | завершил выступление |

Женщины
| Дистанция                        | Спортсмены                                                           | Предварительный раунд | Предварительный раунд | Предварительный раунд | Полуфинал             | Полуфинал             | Полуфинал             | Финал                 | Финал                 |
| Дистанция                        | Спортсмены                                                           | Заплыв                | Результат             | Место                 | Заплыв                | Результат             | Место                 | Результат             | Место                 |
| -------------------------------- | -------------------------------------------------------------------- | --------------------- | --------------------- | --------------------- | --------------------- | --------------------- | --------------------- | --------------------- | --------------------- |
| 100 метров на спине              | Мимоса Йаллов                                                        | 3                     | 1:01,58               | 24                    | завершила выступление | завершила выступление | завершила выступление | завершила выступление | завершила выступление |
| 100 метров брассом               | Йенна Лаукканен                                                      | 3                     | 1:07,35               | 18                    | завершила выступление | завершила выступление | завершила выступление | завершила выступление | завершила выступление |
| 200 метров брассом               | Йенна Лаукканен                                                      |                       | 2:25,52               | 14 Q                  |                       | 2:25,14               | 14                    | завершила выступление | завершила выступление |
| 200 метров комплексным плаванием | Танья Кюллияйнен                                                     | 1                     | 2:14,97               | 25                    | завершила выступление | завершила выступление | завершила выступление | завершила выступление | завершила выступление |
| 400 метров комплексным плаванием | Танья Кюллияйнен                                                     | 1                     | 4:45,33               | 25                    | не проводится         | не проводится         | не проводится         | завершила выступление | завершила выступление |
| Эстафета                         | Предварительный раунд                                                | Предварительный раунд | Предварительный раунд | Предварительный раунд | Финал                 | Финал                 | Финал                 | Финал                 | Финал                 |
| Эстафета                         | Состав                                                               | Заплыв                | Результат             | Место                 | Состав                | Состав                | Состав                | Результат             | Место                 |
| 4×100 метров комбинированная     | Мимоса Йаллов Йенна Лаукканен Эмилиа Пиккарайнен Ханна-Мария Сеппяля |                       | 4:01,61               | 11                    | завершили выступление | завершили выступление | завершили выступление | завершили выступление | завершили выступление |

### Гимнастика

#### Спортивная гимнастика
В квалификационном раунде проходил отбор, как в финал командного многоборья, так и в финалы личных дисциплин. В финал индивидуального многоборья отбиралось 24 спортсмена с наивысшими результатами, а в финалы отдельных упражнений по 8 спортсменов, причём в финале личных дисциплин страна не могла быть представлена более, чем 2 спортсменами. В командном многоборье в квалификации на каждом снаряде выступали по 4 спортсмена, а в зачёт шли три лучших результата. В финале командных соревнований на каждом снаряде выступало по три спортсмена и все три результата шли в зачёт.
Мужчины
Многоборья
| Соревнование      | Спортсмены   | Квалификация        | Квалификация | Квалификация | Квалификация   | Квалификация        | Квалификация | Квалификация | Квалификация | Финал                | Финал                | Финал                | Финал                | Финал                | Финал                | Финал                | Финал                |
| Соревнование      | Спортсмены   | Вольные выступления | Конь         | Кольца       | Опорный прыжок | Параллельные брусья | Перекладина  | Всего        | Место        | Вольные выступления  | Конь                 | Кольца               | Опорный прыжок       | Параллельные брусья  | Перекладина          | Всего                | Место                |
| ----------------- | ------------ | ------------------- | ------------ | ------------ | -------------- | ------------------- | ------------ | ------------ | ------------ | -------------------- | -------------------- | -------------------- | -------------------- | -------------------- | -------------------- | -------------------- | -------------------- |
| личное многоборье | Оскар Кирмес | 14,933              | 14,000       | 13,833       | 14,200         | 13,891              | 13,266       | 84,123       | 35           | Завершил выступление | Завершил выступление | Завершил выступление | Завершил выступление | Завершил выступление | Завершил выступление | Завершил выступление | Завершил выступление |

Индивидуальные упражнения
| Соревнование        | Спортсмены   | Квалификация | Квалификация | Финал                | Финал                |
| Соревнование        | Спортсмены   | Очки         | Место        | Очки                 | Место                |
| ------------------- | ------------ | ------------ | ------------ | -------------------- | -------------------- |
| вольные упражнения  | Оскар Кирмес | 14,933       | 19           | Завершил выступление | Завершил выступление |
| конь                | Оскар Кирмес | 14,000       | 42           | Завершил выступление | Завершил выступление |
| кольца              | Оскар Кирмес | 13,833       | 52           | Завершил выступление | Завершил выступление |
| параллельные брусья | Оскар Кирмес | 13,891       | 54           | Завершил выступление | Завершил выступление |
| перекладина         | Оскар Кирмес | 13,266       | 64           | Завершил выступление | Завершил выступление |

#### Художественная гимнастика
Женщины
| Соревнование              | Спортсмены        | Квалификация | Квалификация | Финал                 | Финал                 |
| Соревнование              | Спортсмены        | Очки         | Место        | Очки                  | Место                 |
| ------------------------- | ----------------- | ------------ | ------------ | --------------------- | --------------------- |
| индивидуальное многоборье | Екатерина Волкова | 67.515       | 21           | Завершила выступление | Завершила выступление |

### Гольф
Последний раз соревнования по гольфу в рамках Олимпийских игр проходили в 1904 году. Соревнования гольфистов пройдут на 18-луночном поле, со счётом 72 пар. Каждый участник пройдёт все 18 лунок по 4 раза.
Мужчины
| Соревнование | Спортсмены   | Первый раунд | Первый раунд | Второй раунд | Второй раунд | Третий раунд | Третий раунд | Четвёртый раунд | Четвёртый раунд | Итоговый результат | Итоговое место |
| Соревнование | Спортсмены   | Очки         | Место        | Очки         | Место        | Очки         | Место        | Очки            | Место           | Итоговый результат | Итоговое место |
| ------------ | ------------ | ------------ | ------------ | ------------ | ------------ | ------------ | ------------ | --------------- | --------------- | ------------------ | -------------- |
| мужчины      | Микко Илонен | 73           |              | 69           |              | 66           |              | 73              |                 | 281                | =21            |
| мужчины      | Роопе Какко  | 72           |              | 76           |              | 68           |              | 70              |                 | 286                | =43            |

Женщины
| Соревнование | Спортсмены      | Первый раунд | Первый раунд | Второй раунд | Второй раунд | Третий раунд | Третий раунд | Четвёртый раунд | Четвёртый раунд | Итоговый результат | Итоговое место |
| Соревнование | Спортсмены      | Очки         | Место        | Очки         | Место        | Очки         | Место        | Очки            | Место           | Итоговый результат | Итоговое место |
| ------------ | --------------- | ------------ | ------------ | ------------ | ------------ | ------------ | ------------ | --------------- | --------------- | ------------------ | -------------- |
| женщины      | Урсула Викстрём | 69           |              | 71           |              | 81           |              | 73              |                 | 294                | =44            |
| женщины      | Ноора Тамминен  | 73           |              | 76           |              | 72           |              | 74              |                 | 295                | =48            |

### Дзюдо
Соревнования по дзюдо проводились по системе с выбыванием. В утешительные раунды попадали спортсмены, проигравшие полуфиналистам турнира. Два спортсмена, одержавших победу в утешительном раунде, в поединке за бронзу сражались с дзюдоистами, проигравшими в полуфинале.
Мужчины
| Категория | Спортсмены   | 1/32 финала        | 1/16 финала                   | 1/8 финала           | Четвертьфинал        | Полуфинал            | Финал                | Место |
| Категория | Спортсмены   | Соперник Результат | Соперник Результат            | Соперник Результат   | Соперник Результат   | Соперник Результат   | Соперник Результат   | Место |
| --------- | ------------ | ------------------ | ----------------------------- | -------------------- | -------------------- | -------------------- | -------------------- | ----- |
| до 60 кг  | Юхо Рейнвалл | Не участвовал      | MGLЦ.-О. Цогтбаатар П 000:011 | Завершил выступление | Завершил выступление | Завершил выступление | Завершил выступление | 17    |

### Конный спорт
Троеборье
Троеборье состоит из манежной езды, полевых испытаний и конкура. В выездке оценивается степень контроля всадника над лошадью и способность выполнить обязательные элементы выступления. Также при выступлении оценивается внешний вид лошади и всадника. Жюри выставляет, как положительные оценки за удачно выполненные упражнения, так и штрафные баллы за различного рода ошибки. После окончания выступления по специальной формуле вычисляется количество штрафных очков. Соревнования по кроссу требуют от лошади и её наездника высокой степени физической подготовленности и выносливости. Дистанция для кросса достаточно протяжённая и имеет множество препятствий различного типа. Штрафные очки во время кросса начисляются за сбитые препятствия, за превышение лимита времени и за опасную езду. В конкуре за каждое сбитое препятствие спортсмену начисляются 4 штрафных балла, а за превышение лимита времени 1 штрафное очко (за каждую каждую, сверх нормы времени, начатую секунду).
| Соревнование     | Спортсмены                           | Выездка | Кросс  | Кросс | Конкур | Конкур | Финальный конкур     | Финальный конкур     | Всего     | Всего |
| Соревнование     | Спортсмены                           | Штраф   | Штраф  | Штраф | Штраф  | Штраф  | Штраф                | Штраф                | Всего     | Всего |
| Соревнование     | Спортсмены                           | Баллы   | Прыжки | Время | Прыжки | Время  | Прыжки               | Время                | Результат | Место |
| ---------------- | ------------------------------------ | ------- | ------ | ----- | ------ | ------ | -------------------- | -------------------- | --------- | ----- |
| личное троеборье | Элмо Янкари лошадь — Duchess Desirée | 48,00   | 20,00  | 22,80 | 4,00   | 6,00   | завершил выступление | завершил выступление | 100,80    | 31    |

### Лёгкая атлетика
Мужчины
Беговые дисциплины
| Дисциплина                    | Спортсмен   | Предварительный раунд | Предварительный раунд | Предварительный раунд | Четвертьфиналы | Четвертьфиналы | Четвертьфиналы | Полуфиналы | Полуфиналы | Полуфиналы | Финал                | Финал                |
| Дисциплина                    | Спортсмен   | Забег                 | Время                 | Место                 | Забег          | Время          | Место          | Забег      | Время      | Место      | Время                | Место                |
| ----------------------------- | ----------- | --------------------- | --------------------- | --------------------- | -------------- | -------------- | -------------- | ---------- | ---------- | ---------- | -------------------- | -------------------- |
| бег на 400 метров с барьерами | Оскари Мёрё |                       | 49,04 NR              | 4 q                   | Не проводится  | Не проводится  | Не проводится  |            | 49,75      | 7          | завершил выступление | завершил выступление |

Шоссейные дисциплины
| Дисциплина              | Спортсмен           | Время   | Место | Отставание |
| ----------------------- | ------------------- | ------- | ----- | ---------- |
| ходьба на 50 километров | Яркко Киннунен      | 3:55:43 | 22    |            |
| ходьба на 50 километров | Алекси Ояла         | DSQ     | DSQ   | DSQ        |
| ходьба на 50 километров | Вели-Матти Партанен | DNF     | DNF   | DNF        |

Технические дисциплины
| Дисциплина     | Спортсмен       | Квалификация | Квалификация | Финал                | Финал                |
| Дисциплина     | Спортсмен       | Результат    | Место        | Результат            | Место                |
| -------------- | --------------- | ------------ | ------------ | -------------------- | -------------------- |
| метание копья  | Теро Питкямяки  | 79,56        | 21           | завершил выступление | завершил выступление |
| метание копья  | Антти Руусканен | 82,20        | 11 q         | 83,05                | 6                    |
| метание копья  | Ари Маннио      | 77,73        | 27           | завершил выступление | завершил выступление |
| метание молота | Давид Сёдерберг | 74,64        | 7 q          | 74,61                | 8                    |

Женщины
Беговые дисциплины
| Дисциплина                         | Спортсмен         | Предварительный раунд | Предварительный раунд | Предварительный раунд | Четвертьфиналы | Четвертьфиналы | Четвертьфиналы | Полуфиналы    | Полуфиналы    | Полуфиналы    | Финал                 | Финал                 |
| Дисциплина                         | Спортсмен         | Забег                 | Время                 | Место                 | Забег          | Время          | Место          | Забег         | Время         | Место         | Время                 | Место                 |
| ---------------------------------- | ----------------- | --------------------- | --------------------- | --------------------- | -------------- | -------------- | -------------- | ------------- | ------------- | ------------- | --------------------- | --------------------- |
| бег на 3000 метров с препятствиями | Сандра Эрикссон   |                       | 9:56,77               | 15                    | Не проводится  | Не проводится  | Не проводится  | Не проводится | Не проводится | Не проводится | завершила выступление | завершила выступление |
| бег на 100 метров с барьерами      | Нооралотта Незири |                       | 12,88                 | 3 q                   | Не проводится  | Не проводится  | Не проводится  |               | 13,04         | 6             | завершила выступление | завершила выступление |

Шоссейные дисциплины
| Дисциплина | Спортсмен            | Время   | Место | Отставание |
| ---------- | -------------------- | ------- | ----- | ---------- |
| марафон    | Анне-Мари Хюрюляйнен | 2:39:02 | 51    |            |

Технические дисциплины
| Дисциплина      | Спортсмен        | Квалификация | Квалификация | Финал                 | Финал                 |
| Дисциплина      | Спортсмен        | Результат    | Место        | Результат             | Место                 |
| --------------- | ---------------- | ------------ | ------------ | --------------------- | --------------------- |
| тройной прыжок  | Кристийна Мякеля | 14,24        | 5 q          | 13,95                 | 12                    |
| прыжок в высоту | Линда Сандблум   | 1,89         | 26           | завершила выступление | завершила выступление |
| прыжок с шестом | Вилма Мурто      | 4,30         | 24           | завершила выступление | завершила выступление |
| прыжок с шестом | Минна Никканен   | 4,55         | 13           | завершила выступление | завершила выступление |
| метание копья   | Санни Утриайнен  | 53,42        | 31           | завершила выступление | завершила выступление |

### Настольный теннис
Соревнования по настольному теннису проходили по системе плей-офф. Каждый матч продолжается до тех пор, пока один из теннисистов не выигрывает 4 партии. Сильнейшие 16 спортсменов начинали соревнования с третьего раунда, следующие 16 по рейтингу стартовали со второго раунда.
Мужчины
| Соревнование     | Спортсмены   | Квалификация       | Первый раунд       | Второй раунд          | Третий раунд         | 1/8 финала           | 1/4 финала           | Полуфинал            | Финал                |
| Соревнование     | Спортсмены   | Соперник Результат | Соперник Результат | Соперник Результат    | Соперник Результат   | Соперник Результат   | Соперник Результат   | Соперник Результат   | Соперник Результат   |
| ---------------- | ------------ | ------------------ | ------------------ | --------------------- | -------------------- | -------------------- | -------------------- | -------------------- | -------------------- |
| одиночный разряд | Бенедек Олах | Не участвовал      | SINЧэнь Фэн В 4:1  | DENЙ. Грот (22) П 0:4 | Завершил выступление | Завершил выступление | Завершил выступление | Завершил выступление | Завершил выступление |

### Парусный спорт
Соревнования по парусному спорту в каждом из классов состояли из 10 или 12 гонок. Каждую гонку спортсмены начинали с общего старта. Победителем становился экипаж, первым пересекший финишную черту. Количество очков, идущих в общий зачёт, соответствовало занятому командой месту. 10 лучших экипажей по результатам предварительных заплывов попадали в медальную гонку, результаты которой также шли в общий зачёт. В медальной гонке, очки, полученные экипажем удваивались. В случае если участник соревнований не смог завершить гонку ему начислялось количество очков, равное количеству участников плюс один. При итоговом подсчёте очков не учитывался худший результат, показанный экипажем в одной из гонок. Сборная, набравшая наименьшее количество очков, становится олимпийским чемпионом.
На летних Олимпийских играх 2012 года две из трёх медалей для сборной Финляндии были выиграны в парусном спорте. На Играх 2016 года в Рио-де-Жанейро произошли изменения в программе парусного спорта. Вместо соревнований в класс Эллиотт, где финские яхтсменки стали бронзовыми призёрами Игр в Лондоне, включили смешанные соревнования в классе катамаранов Накра 17.
Первые путёвки на Игры в Рио-де-Жанейро были разыграны на чемпионате мира 2014 года, где финские спортсмены завоевали четыре олимпийские лицензии из десяти возможных. Ещё одну путёвку, спустя год, для страны заработали братья Линдгрен, ставшие 5-ми на чемпионате мира 2015 года в классе 470.
Мужчины
| Класс | Спортсмены                      | Гонка | Гонка | Гонка | Гонка | Гонка | Гонка | Гонка | Гонка | Гонка | Гонка | Гонка         | Гонка         | Гонка         | Очки | Место |
| Класс | Спортсмены                      | 1     | 2     | 3     | 4     | 5     | 6     | 7     | 8     | 9     | 10    | 11            | 12            | M             | Очки | Место |
| ----- | ------------------------------- | ----- | ----- | ----- | ----- | ----- | ----- | ----- | ----- | ----- | ----- | ------------- | ------------- | ------------- | ---- | ----- |
| 470   | Йоонас Линдгрен Никлас Линдгрен | 20    | 11    | 23    | 18    | 24    | 19    | 3     | 10    | 9     | 10    | не проводится | не проводится |               | 123  | 16    |
| Лазер | Каарле Таппер                   | 32    | 12    | 31    | 29    | 27    | 18    | 17    | 11    | 23    | 19    | не проводится | не проводится | не участвовал | 187  | 26    |
| Финн  | Тапио Ниркко                    | 20    | 7     | 15    | 5     | 3     | 24    | 20    | 21    | 6     | 10    | не проводится | не проводится |               | 107  | 15    |

Женщины
В классе «Лазер Радиал» Финляндию представляла Туула Тенканен, занимавшая обидное четвёртое место на двух последних чемпионатах мира. На Играх в Рио-де-Жанейро Тенканен трижды заканчивала гонку в тройке сильнейших, благодаря чему ей удалось до последнего старта бороться за награды. Удачное выступление в медальной гонки могло позволить Тууле попасть в число призёров, но на финише финская яхтсменка была лишь девятой, в результате чего в итоговой таблице она заняла только 5-е место.
| Класс        | Спортсмены                       | Гонка | Гонка | Гонка | Гонка | Гонка | Гонка | Гонка | Гонка | Гонка | Гонка | Гонка         | Гонка         | Гонка | Очки | Место |
| Класс        | Спортсмены                       | 1     | 2     | 3     | 4     | 5     | 6     | 7     | 8     | 9     | 10    | 11            | 12            | M     | Очки | Место |
| ------------ | -------------------------------- | ----- | ----- | ----- | ----- | ----- | ----- | ----- | ----- | ----- | ----- | ------------- | ------------- | ----- | ---- | ----- |
| RS:X         | Туули Петяя                      | 4     | 9     | 8     | 5     | 9     | 5     | 27    | 3     | 12    | 10    | 6             | 8             | 20    | 99   | 10    |
| Лазер Радиал | Туула Тенканен                   | 4     | 16    | 8,6   | 2     | 14    | 3     | 13    | 8     | 2     | 14    | Не проводится | Не проводится | 18    | 86,6 | 5     |
| 49-й FX      | Камилла Седеркрёйц Ноора Рускола | 7     | 12    | 16    | 13    | 21    | 15    | 14    | 15    | 14    | 10    | 20            | 18            |       | 154  | 17    |

### Стрельба
В январе 2013 года международная федерация спортивной стрельбы приняла новые правила проведения соревнований на 2013—2016 года, которые, в частности, изменили порядок проведения финалов. Во многих дисциплинах спортсмены, прошедшие в финал, теперь начинают решающий раунд без очков, набранных в квалификации, а финал проходит по системе с выбыванием. Также в финалах после каждого раунда стрельбы из дальнейшей борьбы выбывает спортсмен с наименьшим количеством баллов. В скоростном пистолете решающие поединки проходят по системе попал-промах. В стендовой стрельбе добавился полуфинальный раунд, где определяются по два участника финального матча и поединка за третье место..
Мужчины
| Соревнование | Спортсмены    | Квалификация | Квалификация | Полуфинал            | Полуфинал            | Финал                | Финал                |
| Соревнование | Спортсмены    | Результат    | Место        | Результат            | Место                | Соперник/ Результат  | Место                |
| ------------ | ------------- | ------------ | ------------ | -------------------- | -------------------- | -------------------- | -------------------- |
| трап         | Веса Тёрнроос | 116          | 11           | завершил выступление | завершил выступление | завершил выступление | завершил выступление |

Женщины
| Соревнование | Спортсмены          | Квалификация | Квалификация | Полуфинал             | Полуфинал             | Финал                 | Финал                 |
| Соревнование | Спортсмены          | Результат    | Место        | Результат             | Место                 | Соперник/ Результат   | Место                 |
| ------------ | ------------------- | ------------ | ------------ | --------------------- | --------------------- | --------------------- | --------------------- |
| трап         | Сату Мякеля-Нуммела | 66           | 10           | завершила выступление | завершила выступление | завершила выступление | завершила выступление |

### Стрельба из лука
В квалификации соревнований лучники выполняют 12 серий выстрелов по 6 стрел с расстояния 70-ти метров. По итогам предварительного раунда составляется сетка плей-офф, где в 1/32 финала 1-й номер посева встречается с 64-м, 2-й с 63-м и.т.д. В поединках на выбывание спортсмены выполняют по три выстрела. Участник, набравший за эту серию больше очков получает 2 очка. Если же оба лучника набрали одинаковое количество баллов, то они получают по одному очку. Победителем пары становится лучник, первым набравший 6 очков.
Мужчины
| Соревнование              | Спортсмены    | Квалификация | Квалификация | 1/32 финала            | 1/16 финала          | 1/8 финала           | Четвертьфинал        | Полуфинал            | Финал                | Место |
| Соревнование              | Спортсмены    | Результат    | Место        | Соперник Результат     | Соперник Результат   | Соперник Результат   | Соперник Результат   | Соперник Результат   | Соперник Результат   | Место |
| ------------------------- | ------------- | ------------ | ------------ | ---------------------- | -------------------- | -------------------- | -------------------- | -------------------- | -------------------- | ----- |
| индивидуальное первенство | Самули Пийппо | 636          | 54           | GERФ. Флото (11) П 0:6 | завершил выступление | завершил выступление | завершил выступление | завершил выступление | завершил выступление | 33    |

Женщины
| Соревнование              | Спортсмены  | Квалификация | Квалификация | 1/32 финала               | 1/16 финала           | 1/8 финала            | Четвертьфинал         | Полуфинал             | Финал                 | Место |
| Соревнование              | Спортсмены  | Результат    | Место        | Соперник Результат        | Соперник Результат    | Соперник Результат    | Соперник Результат    | Соперник Результат    | Соперник Результат    | Место |
| ------------------------- | ----------- | ------------ | ------------ | ------------------------- | --------------------- | --------------------- | --------------------- | --------------------- | --------------------- | ----- |
| индивидуальное первенство | Тару Куоппа | 643          | 14           | MYAХтве Сань Ю (51) П 3:7 | завершила выступление | завершила выступление | завершила выступление | завершила выступление | завершила выступление | 33    |

### Тхэквондо
Соревнования по тхэквондо проходят по системе с выбыванием. Для победы в турнире спортсмену необходимо одержать 4 победы. Тхэквондисты, проигравшие по ходу соревнований будущим финалистам, принимают участие в утешительном турнире за две бронзовые медали.
Женщины
| Категория | Спортсмены    | Первый раунд       | Четвертьфинал      | Полуфинал          | Финал              | Место |
| Категория | Спортсмены    | Соперник Результат | Соперник Результат | Соперник Результат | Соперник Результат | Место |
| --------- | ------------- | ------------------ | ------------------ | ------------------ | ------------------ | ----- |
| до 57 кг  | Суви Микконен |                    |                    |                    |                    |       |

### Тяжёлая атлетика
Каждый НОК самостоятельно выбирает категорию в которой выступит её тяжелоатлет. В рамках соревнований проводятся два упражнения — рывок и толчок. В каждом из упражнений спортсмену даётся 3 попытки. Победитель определяется по сумме двух упражнений. При равенстве результатов победа присуждается спортсмену, с меньшим собственным весом.
Мужчины
| Категория | Спортсмены   | Вес | Рывок | Рывок | Рывок | Толчок | Толчок | Толчок | Всего | Место |
| Категория | Спортсмены   | Вес | 1     | 2     | 3     | 1      | 2      | 3      | Всего | Место |
| --------- | ------------ | --- | ----- | ----- | ----- | ------ | ------ | ------ | ----- | ----- |
| до 85 кг  | Милко Токола |     |       |       |       |        |        |        |       |       |

Женщины
| Категория | Спортсмены     | Вес   | Рывок | Рывок | Рывок | Толчок | Толчок | Толчок | Всего | Место |
| Категория | Спортсмены     | Вес   | 1     | 2     | 3     | 1      | 2      | 3      | Всего | Место |
| --------- | -------------- | ----- | ----- | ----- | ----- | ------ | ------ | ------ | ----- | ----- |
| до 63 кг  | Анни Вуохийоки | 62,26 | 85    | 88    | 89    | 104    | 107    | 113    | 192   | 10    |